# 김옥성
김옥성(金屋成, 1973년 5월 18일~)은 대한민국의 시인이자 소설가이며 문학평론가, 국문학자이다.

## 생애
전남 순천에서 나고 자랐다. 서울대학교 종교학과와 동 대학원 국어국문학과 박사과정을 졸업한 문학박사이다. 천마문화상(1995), 대학문학상 시부문(1996), 대학문학상 평론부문(1997), 문학과 경계 신인상(2003), 진주신문 가을문예(2003), 시사사 신인상(2007) 등을 수상하였다. 
시집으로 [도살된 황소를 위한기도](2023), 장편 소설로 [붉은배새매의 계절](2023)이 있다. 생태수필집 [텃밭 생명 일지 - 주말 자연인의 열두달](2024)이 있다.  
대표적인 학술서로 [한국현대시의 전통과 불교적 시학](2006년 문화관광부 우수학술도서), [현대시의 신비주의와 종교적 미학](2008년 대한민국학술원 우수학술도서), [한국 현대시와 종교 생태학](2013년 김준오 시학상)등이 있다. 동국대학교 박사후연구원, 서울대학교 기초교육원 강의교수 등을 역임하였으며, 현재 단국대학교 국어국문학과 현대시학 교수로 재직하고 있다. 2013년 제3회 김준오 시학상을 수상하였다.